# Pápaszemes pingvin
A pápaszemes pingvin (Spheniscus demersus) a madarak (Aves) osztályának pingvinalakúak (Sphenisciformes) rendjébe, ezen belül a pingvinfélék (Spheniscidae) családjába és a Spheniscinae alcsaládjába tartozó úszómadár, az egyetlen afrikai pingvinfaj.
A Spheniscus madárnem típusfaja.

## Előfordulása
A kavicsos, sziklás dél-afrikai tengerparton és a környező védett szigeteken költ, ezért számos nyelvben az afrikai vagy foki pingvin nevet viseli. A 27 ma létező kolónia a Dél-afrikai Köztársaság és Namíbia területén fekszik.

## Megjelenése
A pápaszemes pingvin magyar nevét a szemei felett látható csupasz rózsaszín bőrfelületről kapta. Ennek szerepe az állat testhőmérsékletének egyensúlyban tartása: amikor megemelkedik a hőmérséklet, több vér jut ide (a felület ettől még élénkebb színt kap), ami lehűlhet. Egyébként a madár pingvinhez méltóan fekete és fehér. Csőre, lába, szárnyai, farka, háta és arcrésze fekete. A hát feketéje a fejtetőn keresztül a csőrig jut. Az arcrész is fekete, de a csőr két oldalán a szemnél induló, a nyak alján összeérő fehér rész választja el a fejtetőtől. A has fehér, de a széleihez közel lefele nyíló patkó alakban fekete sáv fut benne, ami néha összefolyik a hátfolttal. Az arcról induló, a madár két oldalán végigfutó fehér rész így csak a test alján, a patkó alakú folt végén érintkezhet a fehér hassal.
A nemek hasonlóak, bár a hímek némileg nagyobbak, és csőrük is erősebb. A pápaszemes pingvin hossza a 40-60 centiméter között mozog, tömege pedig 2-4 kilogramm.

## Életmódja
A pápaszemes pingvin halevő, elsősorban szardínia-, szardella-, makréla- és heringfélék képezik táplálékát. Áramvonalas testével, úszóhártyás lábaival és úszókká fejlődött szárnyaival gyors manőverekre képes a Benguéla-áramlat táplálékban gazdag vizében. Átlagosan 30 méteres mélységig merül. Egy táplálékszerző útja során akár 110 kilométert is megtehet.
Amilyen ügyes az óceán vizében, a szárazföldön olyan esetlenül mozog. Hogy az állatok biztonságban legyenek a ragadozóktól, nehezen megközelíthető helyeken alakulnak meg a kolóniák – jelenleg a vadon élő populációk zöme szigeteken él. A vedlési időszak október–november hónapokra esik, ilyenkor az állatok nem szállnak vízre.

## Szaporodása
A monogám pápaszemes pingvinek az egész évben szaporodóképesek, de többnyire a november–május közti időszakban kerül sor a párzásra. A kövek közti költőüregbe rakott két-három tojás 38–42 nap múltán kel ki. A fiókák egészen kétéves korukig alig hasonlítanak szüleikhez: tollazatuk fakó, hátoldaluk barnás, mellkasuk krémszínű. Mindkét szülő részt vállal táplálásukban, ami egészen az elválasztásig tart. Ez a táplálék mennyiségétől és minőségétől függően 60–130 nap múltán történik meg, majd az utód tengerre száll, és hosszú időre eltűnik a szülőhelyéről. Csak kb. kétéves korukban térnek vissza.
A pápaszemes pingvin tojója 4, hímje 5 évesen éri el az ivarérettséget. Átlagéletkora 10–11 év, de fogságban akár 20 évig is elélhet.

## Védettsége
A 20. század elejéhez képest a pápaszemes pingvinek összállománya az akkori 10%-ára esett vissza. Pusztulásának oka elsősorban ízletes tojásainak tömeges gyűjtése volt, illetve az, hogy a nagy mennyiségben keletkező guano megszerzése érdekében az emberek zaklatták a telepeket. Jelenleg az olajszennyezés és az ipari méretű halászat fenyegeti Afrika egyetlen pingvinfaját, amely a CITES II. függelékében szerepel, a Természetvédelmi Világszövetség pedig sebezhetőnek minősíti. Jelenleg 27 kolóniában kb. 56 000 szülőpárról, és összesen mintegy 179 000 példányról tudunk, köszönhetően annak, hogy az utóbbi évtizedben lassú növekedés indult meg az állomány létszámában. 
Európában az Európai Állatkertek és Akváriumok Szövetsége felügyelete alá tartozó Európai Veszélyeztetett Fajok Programja (EEP) keretében tenyésztik a faj egyedeit.
A pápaszemes pingvin számos állatkertben megtalálható, és sok helyen jól szaporodik. Magyarországon a Budapesti Állatkertben, a Veszprémi Állatkertben, a Szegedi Állatkertben, a Debreceni Állatkertben, a Győri Állatkertben és a Jászberényi Állatkertben tartják.

## Rokon fajai
A Spheniscus nembe összesen négy kis termetű pingvinfaj tartozik:
- galápagosi pingvin (Spheniscus mendiculus)
- Humboldt-pingvin (Spheniscus humboldti)
- Magellán-pingvin (Spheniscus magellanicus)
- pápaszemes pingvin (Spheniscus demersus)

## Képek a fajról

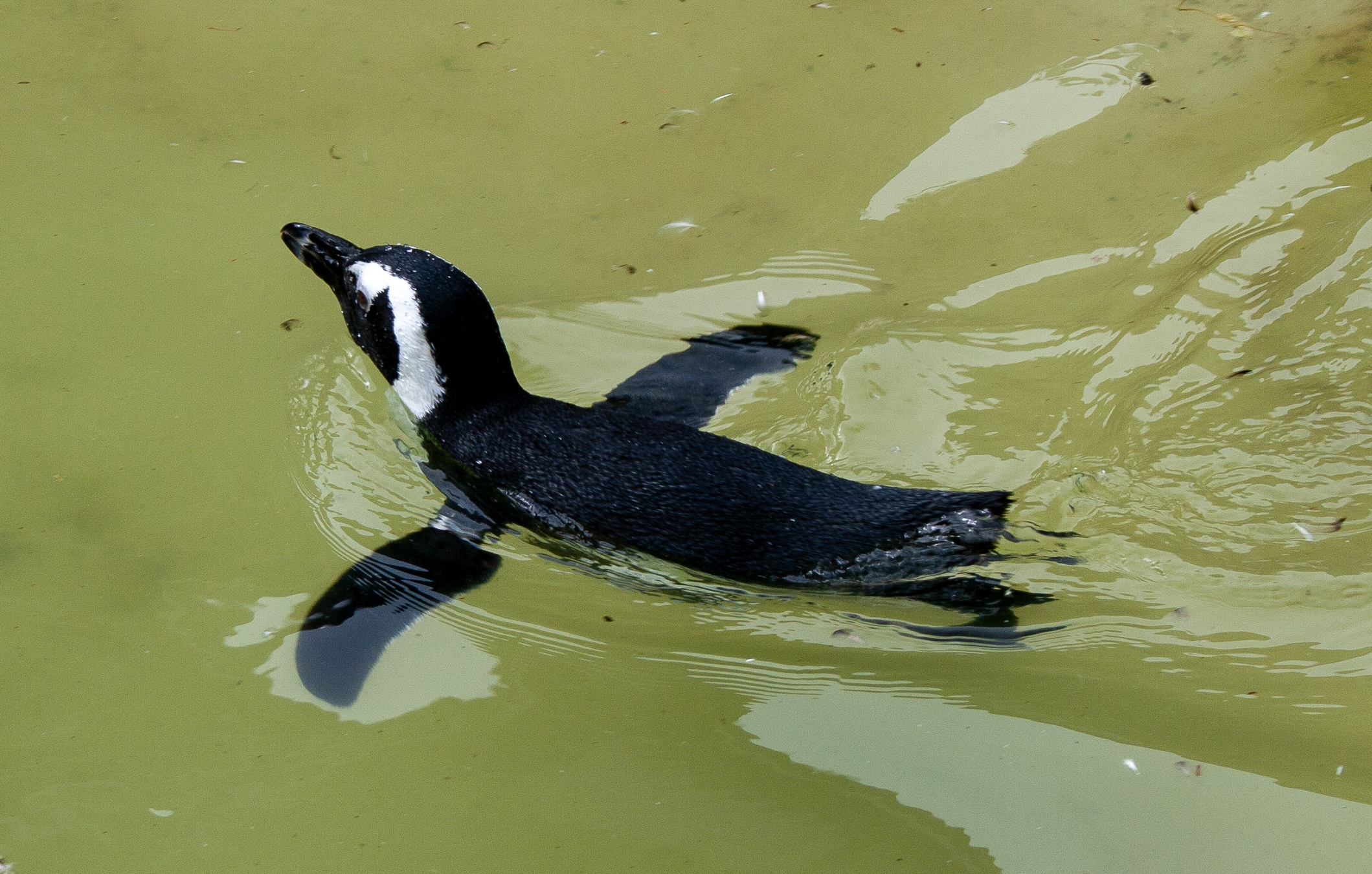
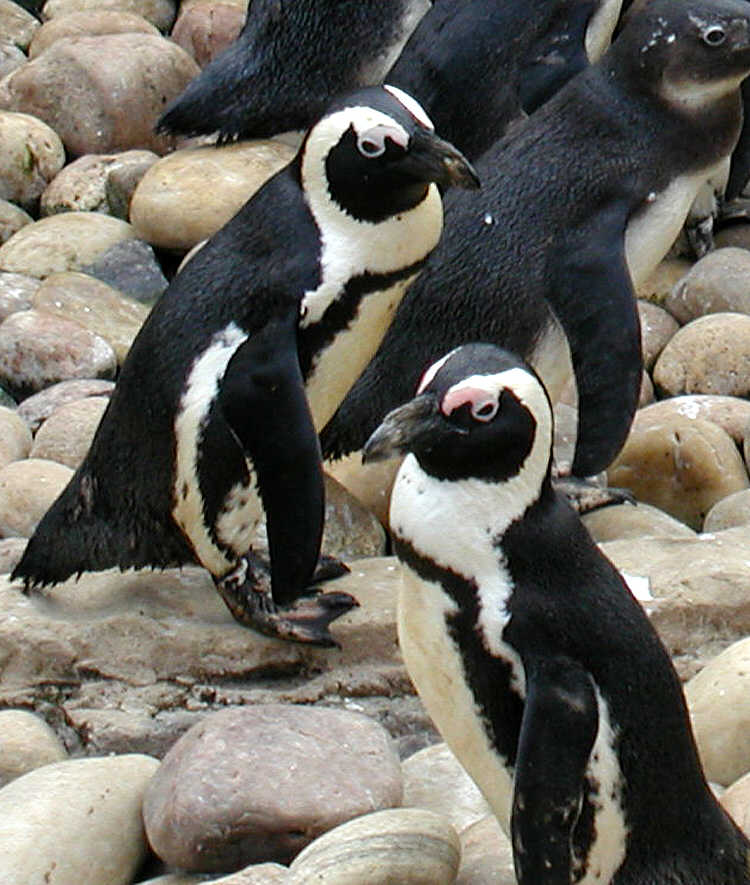
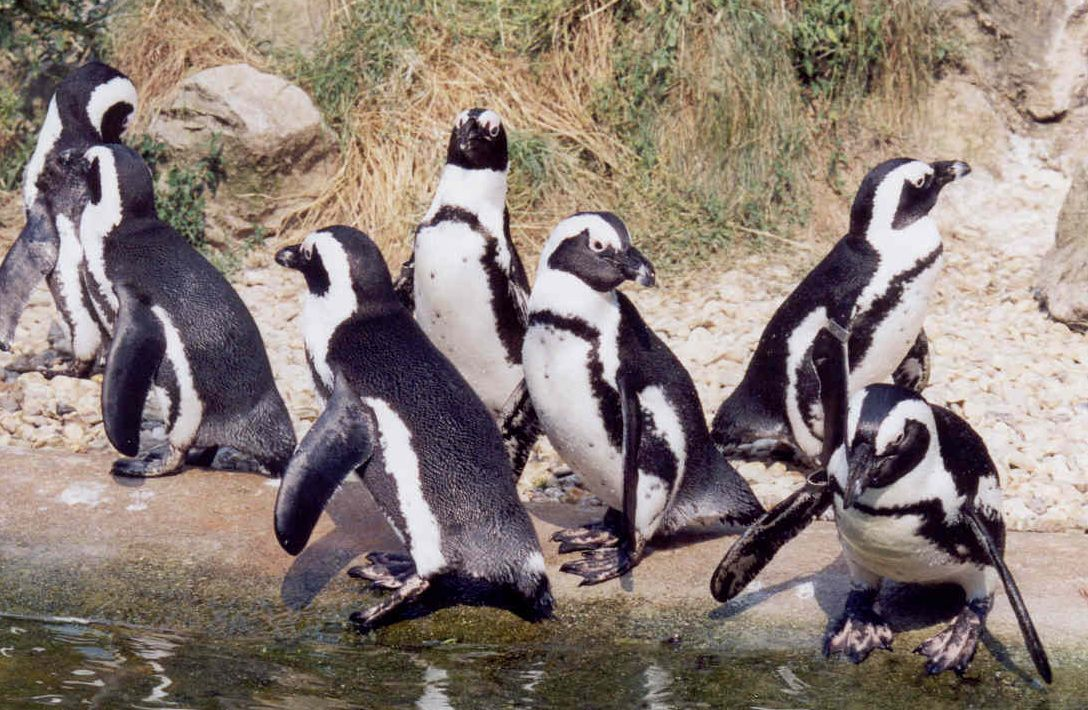
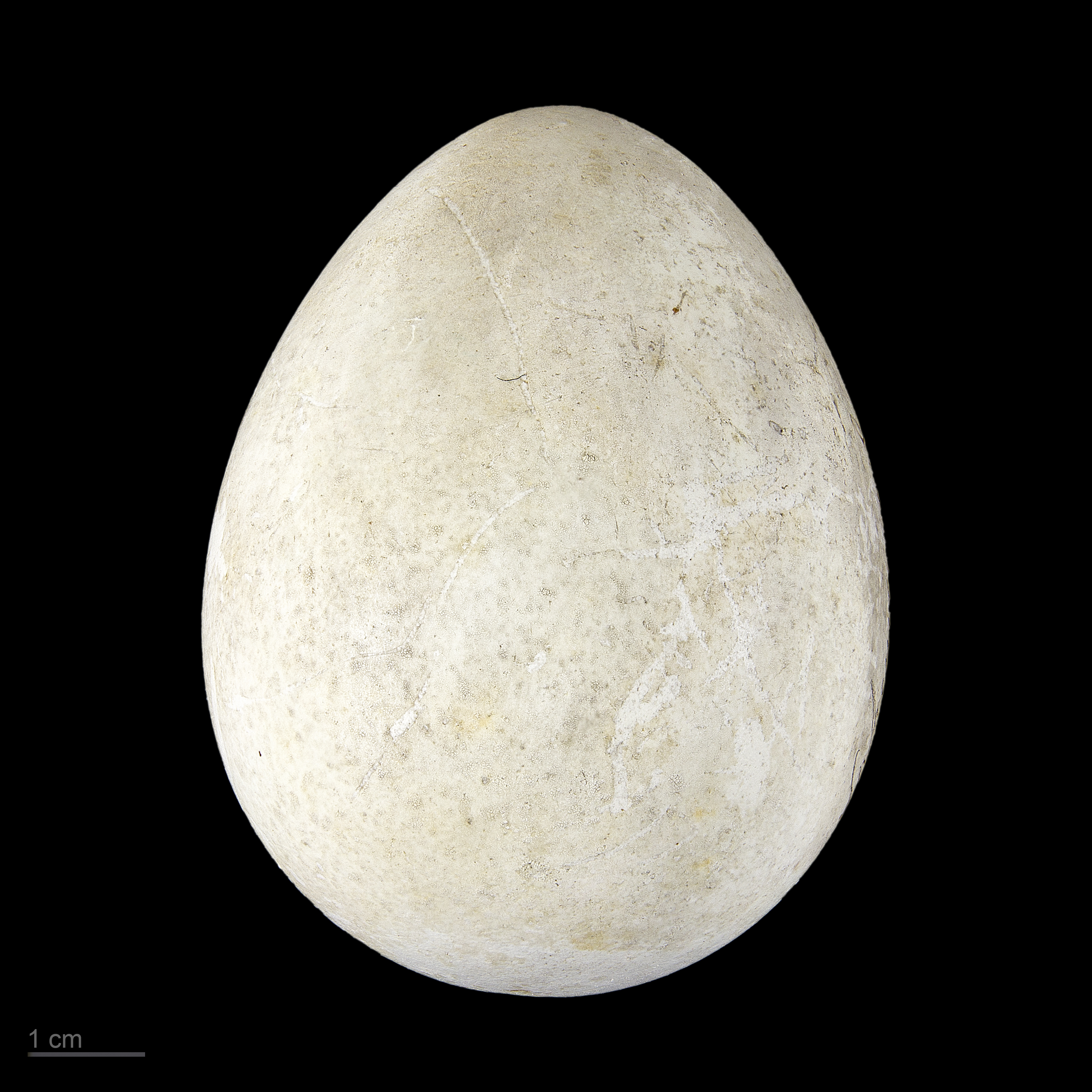
Museum specimen